# Johann Christoph Albrecht
Johann Christoph Albrecht (* in Waldshut, tätig zwischen 1692 und 1725) war ein süddeutscher Orgelbauer.

## Werke
- 1710: Chororgel der Klosterkirche Rheinau[1]
- 1715/1720: Stadtpfarrkirche Waldshut, Vorgängerbau von Liebfrauen
- 1722: Stiftskirche Horb am Neckar
- 1719: Orgel für die Gnadenkirche zum Elenden Bild in Rottweil, heute in Buchenberg, Evangelische Kirche[2]